# Sardoniscus pygmaeus
Sardoniscus pygmaeus là một loài chân đều trong họ Oniscidae. Loài này được Budde-Lund miêu tả khoa học năm 1885.